# Frisoni
I Frisoni o Frisiani (in frisone occidentale: friezen, in frisone settentrionale: fresken) sono un gruppo etnico germanico nativo delle zone costiere dei Paesi Bassi e della Germania. Sono concentrati nelle province olandesi di Friesland e di Groningen e, in Germania, nella Frisia Orientale e Settentrionale, quest'ultima appartenuta completamente alla Danimarca fino al 1864. Storicamente, la regione occupata dai frisoni è conosciuta come Frisia. La lingua frisone (in tutte le sue varianti) è ancora parlata da quasi 500 000 persone; dialetti del frisone sono riconosciuti come lingue ufficiali sia nei Paesi Bassi che in Germania.

## Storia

### In epoca romana

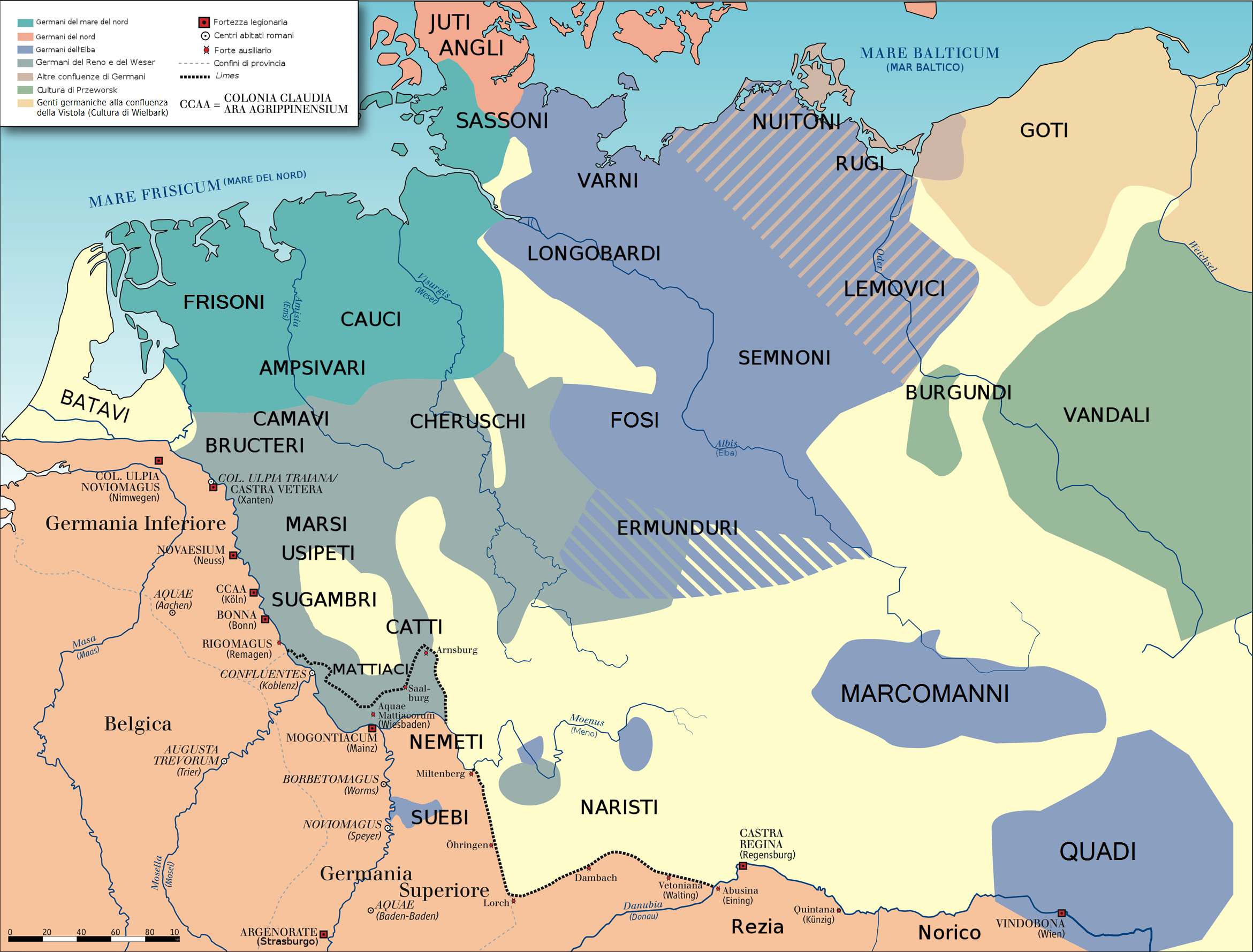
Le popolazioni germaniche attorno al 50, durante l'Impero di Claudio.

I Frisi erano un'antica popolazione germanica che nel I secolo era insediata sulla costa del Mare del Nord, fra la Schelda e il Weser, negli attuali Paesi Bassi e Germania. In particolare, andando da ovest ad est: sulla costa settentrionale olandese, nel nord-ovest della Bassa Sassonia, nella striscia costiera tedesca fino al confine con la Danimarca e sulle Isole Frisone. Lo storico romano Tacito nel suo libro Germania menziona i Frisii come una delle tribù degli "Ingevoni" (popoli germanici del Mare del Nord, in verde-bluastro nella cartina) che confinavano a sud con le popolazioni degli Angrivari e Camavi, ad est con i Cauci.
I Frisii erano chiamati maggiori (maiores) e minori (minores), a secondo della loro potenza.
Durante l'impero di Augusto, nel corso delle campagne militari di Druso maggiore, i Frisi decisero "spontaneamente" di essere annessi all'Impero romano. Ciò nonostante, nel 47 il generale romano Gneo Domizio Corbulone soffocò nel sangue il loro tentativo di riconquistare l'indipendenza.
Nel V secolo i Frisi si diedero con i Sassoni alla pirateria nel Mare del Nord fino alle coste britanniche.

### Medioevo
Caduto l'Impero romano, i Frisi si opposero strenuamente ai Franchi ed all'avvento del cristianesimo, ma furono assoggettati definitivamente nell'VIII secolo in seguito alle guerre sassoni.
Dopo la morte di Carlo Magno, i territori frisoni passarono, almeno teoricamente, sotto il controllo del conte d'Olanda; in realtà il dominio dei conti d'Olanda sulla Frisia iniziò solo col conte Arnulf nel 993. Il periodo intercorso fino a questa data venne chiamato Libertà Frisona, un periodo in cui il feudalesimo e la servitù della gleba (così come nessuna amministrazione centrale o giudiziaria) non esistevano, e in cui i frisoni dovevano obbedienza solo all'imperatore.
Durante il XIII secolo tuttavia, i conti d'Olanda incrementarono la loro potenza e, a partire dal 1272, cercarono di riaffermare sé stessi come legittimi signori delle terre frisone con una serie di guerre, che terminarono (con una serie di lunghe interruzioni) solo nel 1422 con la conquista olandese della Frisia Occidentale.

### Epoca moderna e contemporanea
Nel 1524 la Frisia entrò a far parte delle "Diciassette province" annesse alla corona spagnola, e dal 1568 partecipò alla rivolta contro la Spagna, dopo la quale la Frisia centrale entrò a far parte dei Paesi Bassi. La parte orientale venne assoggettata, via via, da diversi Stati tedeschi e dalla Danimarca, fino ad essere inglobata nella Germania.

## Identità culturale
Oggi il popolo frisone risulta essere diviso in tre gruppi, separati geograficamente, denominati rispettivamente: Frisoni settentrionali, occidentali ed orientali, a causa della costante perdita di territorio da parte della Frisia durante il Medioevo. in realtà. i frisoni occidentali (olandesi), generalmente, non si sentono parte di una più vasta comunità frisone e, secondo una ricerca del 1970, si identificano più con gli altri olandesi che coi frisoni delle altre zone. Tuttavia, il soprannome 'Frisian' è (in tutti e tre i dialetti della lingua frisone) un concetto linguistico (e, per estensione, culturale) e non ha implicazioni politiche.
Culturalmente, i moderni frisoni e gli olandesi settentrionali sono piuttosto simili; la principale differenza sta nel fatto che i frisoni parlano il dialetto frisone occidentale accanto all'olandese, in quanto secoli di coabitazione e partecipazione attiva alla vita sociale olandese li hanno portati a diventare bilingui. I frisoni non sono trattati come un gruppo etnico separato nelle statistiche ufficiali olandesi.